# Osvald Sirén
Osvald Sirén (Helsinki, 6 aprile 1879 – Stoccolma, 12 giugno 1966) è stato uno storico dell'arte finlandese di madrelingua svedese.
Professore all'Università di Stoccolma si dedicò, per diversi anni, allo studio dell'arte rinascimentale italiana, ma dopo la prima guerra mondiale cambiò ambito accademico specializzandosi nella storia dell'arte cinese - di cui tenne anche dei corsi all'Università di Harvard - un campo di studio in cui è ancora considerato uno dei massimi esponenti.
Scrisse diverse opere, le più importanti delle quali nel campo dell'arte cinese, corredate di un ampio apparato fotografico come «Gardens of China» (Giardini della Cina, 1949), «China and gardens of Europe of the Eighteenth century» (La Cina e i giardini dell'Europa del diciottesimo secolo, 1949) e «Chinese painting: leading masters and principles» (La pittura cinese: massimi esponenti e fondamenti, 1950-1958): un'opera monumentale in sette volumi sulla pittura cinese che ripropone assieme, aggiornate e riviste, tutte le sue opere sull'argomento precedentemente pubblicate.
Nel 1956 venne insignito della medaglia Charles Lang Freer, un riconoscimento prestigioso assegnato dalla Freer Gallery of Art, il museo d'arte orientale dello Smithsonian Institution intitolato all'omonimo collezionista d'arte statunitense che lo aveva fondato.
Sirén fu anche uno dei primi esponenti del movimento teosofico in cui fu attivo sia a livello editoriale sia organizzativo.

## Opere
Il titolo e la lingua indicata sono quelli della prima pubblicazione dell'opera.
- Carl Gustaf Pilo och hans förhållande till den samtida porträttkonsten i Sverige och Danmark: ett bidrag till den skandinaviska konsthistorien, in svedese, Stoccolma 1902.
- Dessins et tableaux de la Renaissance italienne dans les collections de Suède, in francese, Stoccolma 1902.
- Leonardo da Vinci: hans lefnadsöden, bildverk, personlighet och målarbok, in svedese, Stoccolma 1911. Ripubblicato, in inglese, nel 1916 con il titolo Leonardo da Vinci: the artist and the man (Leonardo da Vinci: l'artista e l'uomo).
- Beskrifvande förteckning öfver Stockholms högskolas tafvelsamling jämte konsthistorisk inledning, in svedese, Stoccolma 1912.
- Nyförvärfvade konstverk i Stockholms högskolas samling 1912, in svedese, Stoccolma 1913.
- Den gyllene paviljongen: minnen och studier från Japan, in svedese, Stoccolma 1919.
- Essentials in art, in inglese, Londra-New York 1920.
- https://archive.org/details/1924wallsgatespekingosvaldsiren The Walls and Gates of Peking] (Le mura e le porte di Pechino[3]), in inglese, Londra 1924.
- Chinese Sculpture from the V to the XIV Centuries, in inglese, 1925.
- The imperial palaces of Peking: two hundred and seventy four plates in collotype after photographs by the author, twelve architectural drawings and two maps with a short historical account by Osvald Siren, in inglese, 3 volumi, Parigi 1926.
- Studien zur chinesischen Plastik der Post-T'angzeit, in tedesco, Berlino 1927.
- Chinese Paintings in American Collections, in inglese, 1928.
- Histoire des arts anciens de la Chine (Storia dell'arte antica della Cina), 4 volumi, in francese, Parigi 1929-1934.
- A History of Early Chinese Painting, 2 volumi, in inglese, 1933.
- Bilder från Grekland (Immagini dalla Grecia), in svedese, Stoccolma 1935.
- The Chinese on the Art of Painting, in inglese, New York, 1938.
- A History of Later Chinese Painting, 2 volumi, in inglese, New York, 1938.
- Kinas trädgårdar och vad de betytt för 1700-talets Europa, 2 volumi, in svedese, Stoccolma 1948-1950. Pubblicata, in inglese, come Gardens of China (Giardini della Cina) e China and gardens of Europe of the Eighteenth century (La Cina e i giardini dell'Europa del diciottesimo secolo).
- Chinese painting: leading masters and principles (La pittura cinese: i massimi esponenti e i fondamenti), 7 volumi, in inglese, New York 1950-1958.